# 用途純化
用途純化（ようとじゅんか）とは、地域の特性に応じて、住宅、業務、商業、工業の各施設の混在を抑制し、適切な都市環境の実現を図ること。近代都市計画の基本理念の一つであったが、ニュータウン等では住宅施設に純化しすぎたために、都市機能の衰退を招いたこともあり、適度な用途混在が求められるようになった。